# Sabato Martelli Castaldi
Sabato Martelli Castaldi, nome di battaglia "Tevere" (Cava de' Tirreni, 19 agosto 1896 – Roma, 24 marzo 1944), è stato un generale e partigiano italiano. Generale di brigata aerea della Regia Aeronautica, fu una delle vittime dell'eccidio delle Fosse Ardeatine e fu insignito della medaglia d'oro al valor militare alla memoria.

## Biografia

### La vita militare
Partecipò da volontario alla prima guerra mondiale, dapprima come sottotenente in Artiglieria e poi nel Corpo aeronautico militare, meritando alcune medaglie al valore. 
Dal 23 aprile 1918 fu tenente pilota della 4ª Sezione SVA di San Luca di Sant'Ambrogio di Fiera e Fossalunga, che dal 20 ottobre divenne 56ª Squadriglia, ricevendo una Medaglia d'argento al Valor Militare e una Medaglia di bronzo al Valor Militare.
Terminata la guerra, si laureò in ingegneria aeronautica al Politecnico di Torino.
Dal 1919 prestò servizio nella Regia Aeronautica, dapprima in Libia e dal 1921 in Italia.
Nel 1933, a soli 36 anni di età, venne nominato generale di brigata e ritenuto probabile successore di Italo Balbo a ministro dell'Aeronautica. Venne tuttavia messo a riposo "per incapacità di giudizio" per aver denunciato alcune malversazioni a danno dell'Aeronautica.
Ritornato alla vita civile, trovò un'occupazione, come peraltro il suo collega e amico generale Roberto Lordi, presso il polverificio della "Ditta Stacchini", impiegato dapprima in Etiopia e poi nella sede di via Merulana a Roma.

### Il Fronte militare clandestino
Dopo l'8 settembre 1943 entrò nel Fronte militare clandestino col nome di "Tevere": combatté a Porta San Paolo, prese contatti con gli Alleati, distribuì esplosivi ai partigiani, organizzò bande armate. Venne arrestato dai tedeschi per un atto di generosità: il 17 gennaio 1944 Martelli Castaldi si presentò spontaneamente alle carceri di via Tasso, assieme a Roberto Lordi, per scagionare il proprietario del polverificio, accusato dai tedeschi di aver fiancheggiato i partigiani, e furono arrestati entrambi. Rinchiuso nella cella numero 1 di via Tasso, fu sottoposto per oltre un mese ad atroci torture e infine fu ucciso dalle SS nell'eccidio delle Fosse Ardeatine del 24 marzo 1944, perpetrato in rappresaglia per l'attentato di via Rasella compiuto il giorno precedente da partigiani comunisti. Prima di essere ucciso, riuscì a scrivere sul muro della cella: "Quando il tuo corpo / non sarà più, il tuo / spirito sarà ancora più / vivo nel ricordo di / chi resta. Fa' che / possa essere sempre / di esempio".
Tale frase è stata riportata al Museo Monumento del Deportato di Carpi.
Il portale web dell'Aeronautica Militare ha proposto una pagina, intitolata "I grandi aviatori", dove vengono citate le maggiori personalità storiche dell'aviazione italiana, ponendo Martelli Castaldi tra di esse.

## Onorificenze
L'8 settembre 1984, nella Sala degli Orazi e dei Curiazi del Palazzo dei Conservatori in Campidoglio, si svolse una cerimonia per il 41º anniversario dell'inizio della guerra di liberazione. Durante la celebrazione il sindaco di Roma, il comunista Ugo Vetere, consegnò a diversi reduci già decorati al valor militare e alle famiglie dei decorati caduti delle medaglie appositamente coniate per l'occasione dal Comune. Nel corso della cerimonia, dopo che fu conferita una medaglia all'attentatore di via Rasella Rosario Bentivegna, l'omonimo figlio del generale Sabato Martelli Castaldi riconsegnò nelle mani del presidente dell'ANFIM l'onorificenza in memoria del padre che aveva ritirato, affinché fosse restituita al sindaco. Pregato dal presidente dell'ANFIM di non suscitare scandalo, prima di abbandonare la sala Martelli Castaldi spiegò: «Non voglio scandali, ma non voglio neppure una medaglia che accomuna le vittime a chi le ha provocate».